# Бої за Горі
Бої за Горі — битва між арміями Грузії та Росії, в той час місто обстрілювалось, а потім контролювалось ЗС РФ під час Російсько-грузинської війни.

## Хроніка подій

### Вступ російських військ
Горі знаходиться за 30 км від Цхінвалі, де в серпні 2008 року стався військовий конфлікт, розповсюдився також і на основну частину Грузії, в результате чего місто, до початку конфликта було одним із основних опорних пунктів армії Грузії, декілька раз бомбардувався російськими військами. 9 серпня, під час бомбардування, загинуло 60 мирних жителів, були знищені житлові будівлі.
14 серпня Горі було під контролем разом з грузинською поліцією і російськими військами.

### Вихід російських військ
22 серпня 2008 року останні російські військові покинули Горі, і місто перейшло під повний контроль грузинських правоохоронців..